# Жижицкая волость

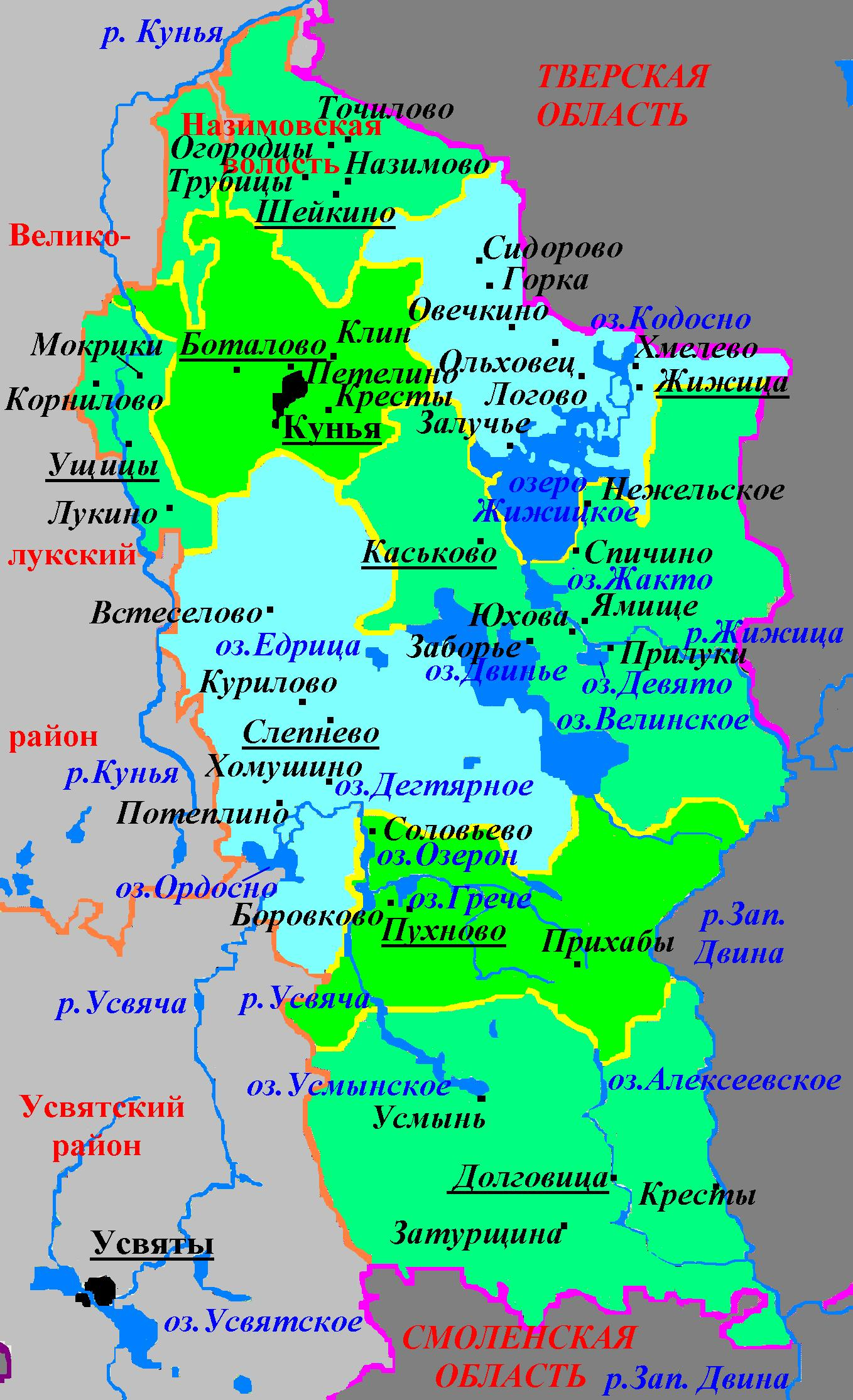
Административное деление Куньинского района в 2005—2015 гг.

Жижицкая волость — административно-территориальная единица 3-го уровня и муниципальное образование со статусом сельского поселения в Куньинском районе Псковской области России.
Административный центр — деревня Жижица.

## География
Территория волости граничит на западе с Куньинской волостью (через бывшие Назимовскую и Боталовскую волости), на юге — с Каськовской волостью Куньинского района Псковской области, на севере — с Торопецким, на востоке — с Западнодвинским районами Тверской области России.
На территории Жижицкой волости расположены озёра: Жижицкое (57,3 км², глубиной до 7,8 м) — второе в области после Чудско-Псковского озера, Кадосно (3,4 км², глубиной до 3,4 м), Должа (0,2 км², глубиной до 2,4 м) и др.

## Население
| 2002  | 2010  | 2012  | 2013  | 2014  | 2015  | 2016  |
| ----- | ----- | ----- | ----- | ----- | ----- | ----- |
| 1628  | ↘1284 | ↘1228 | ↗1368 | ↘1326 | ↘1293 | ↘1273 |
| 2017  | 2018  | 2019  | 2020  | 2021  |       |       |
| ↘1265 | ↘1246 | ↘1234 | ↘1193 | ↘971  |       |       |

## Населённые пункты
В состав Жижицкой волости входят 33 деревни: 
| №  | Населённый пункт | Тип     | Население |
| -- | ---------------- | ------- | --------- |
| 1  | Анашкино         | деревня | ↘7        |
| 2  | Артёмово         | деревня | ↘5        |
| 3  | Бодякино         | деревня | ↗3        |
| 4  | Бурая            | деревня | ↗25       |
| 5  | Васьково         | деревня | →0        |
| 6  | Горка            | деревня | ↘3        |
| 7  | Жижица           | деревня | ↘569      |
| 8  | Жуково           | деревня | →23       |
| 9  | Залучье          | деревня | →0        |
| 10 | Засеново         | деревня | ↘56       |
| 11 | Кадосно          | деревня | ↘33       |
| 12 | Карево           | деревня | ↘27       |
| 13 | Кудряницы        | деревня | ↘20       |
| 14 | Курово           | деревня | ↗16       |
| 15 | Логово           | деревня | ↘8        |
| 16 | Межуево          | деревня | ↘0        |
| 17 | Михайловское     | деревня | ↗30       |
| 18 | Наумово          | деревня | ↘310      |
| 19 | Никиткино        | деревня | ↘2        |
| 20 | Овечково         | деревня | ↘22       |
| 21 | Ольховец         | деревня | ↘9        |
| 22 | Осташово         | деревня | ↗1        |
| 23 | Плюхново         | деревня | ↘19       |
| 24 | Подколодье       | деревня | →1        |
| 25 | Подовалово       | деревня | →0        |
| 26 | Раонь            | деревня | ↗25       |
| 27 | Секаиха          | деревня | →0        |
| 28 | Сидорово         | деревня | ↗24       |
| 29 | Скалово          | деревня | ↘2        |
| 30 | Смыки            | деревня | ↘0        |
| 31 | Староселье       | деревня | ↘1        |
| 32 | Тихий Бор        | деревня | →7        |
| 33 | Хмелево          | деревня | ↗32       |

## История
Постановлением Псковского областного Собрания депутатов от 26 января 1995 года все сельсоветы в Псковской области были переименованы в волости, в том числе Жижицкий сельсовет был превращён в Жижицкую волость.
Законом Псковской области от 28 февраля 2005 года в границах волости было также создано муниципальное образование Жижицкая волость со статусом сельского поселения с 1 января 2006 года в составе муниципального образования Куньинский район со статусом муниципального района.

## Археология и генетика
У обитателя свайного поселения со стоянки Наумово (сер. III тысячелетия до нашей эры), расположенной при впадении реки Кадосница в Жижицкое озеро, была обнаружена митохондриальная гаплогруппа H2 и Y-хромосомная гаплогруппа R1a1. У обитателя городища Анашкино (VIII—V века до нашей эры), расположенного на берегу залива Жижицкого озера, была обнаружена митохондриальная гаплогруппа H и Y-хромосомная гаплогруппа R1a1.